# Биљана Ђурђевић
Биљана Ђурђевић (Београд, 6. новембар 1973.) српска је сликарка и професорка на Факултету ликовних уметности у Београду.  

## Биографија
Биљана Ђурђевић је 1997. на Факултету ликовних уметности у Београду завршила сликарски одсек, а 2000. магистарске студије, оба у класи професора Чедомира Васића. На истом факултету је и докторирала. Од 2009. ради на сликарском одсеку Факултета ликовних уметности, од 2012. као доцент. Од 2024. је у статусу редовног професора. Била је гостујући предавач 2011. и 2012. у Њујорку. на Parsons —  The New School.
Ђурђевићева се раније бавила углавном сликарством, да би потом своје велике слике развијала у кадар-по-кадар анимације.

## Изложбе

### Избор самосталних изложби:
- 2006. Галерија Давид Гало, Берлин;
- 2006. Музеј савремене уметности, Стокхолм;
- 2008. Living in Oblivion, Музеј савремене уметности, Стокхолм;
- 2009. Галерија КИБЛА, Марибор;
- 2009. Музеј уметности, Хаифа;
- 2010. Културни центар Београд;
- 2012. Тамна је шума, Легат Милице Зорић и Родољуба Чолаковића, МСУБ, Београд;
- 2013. Музеј савремене уметности, Београд;
- 2015. Галерија Рима, Крагујевац;
- 2015. Галерија Браверман (Braverman Gallery), Тел Авив, Израел;
- 2017. Гете институт, Београд;
- 2021–2022. Good life, Фондација Ева Кахан, Беч, Аустрија/ Будимпешта, Мађарска;
- 2022. Студија случаја, Салон МСУБ, Београд;
- 2022. Музеј савремене умјетности Републике Српске, Бања Лука.

### Избор групних изложби:
- 2006. Napoli presente, posizioni e prospettive dell arte contemporanea, Lorand Hegyi, Palazzo delle Arti Napoli, Напуљ, Италија;
- 2006. Sonoma Valley Museum of Art, Сан Франциско;
- 2006. Zones of Contact, 15th Biennale of Sydney, Gallery of New South Wells Australia, Сиднеј, Аустралија;
- 2007. Ascona Museum of Modern Art, Аскона;
- 2009. Musée d’art moderne Saint-Étienne Métropole, Сент Етјен;
- 2009. On Normality, American University Museum – Katzen Art Center, Вашингтон;
- 2009. On Normality, Музеј савремене уметности, Клагенфурт, Aустрија и Музеј савремене уметности, Београд;
- 2010. Border District, Haugar Museum, Осло, Норвешка;
- 2010. ELLE, Фризирас Музеј (Frissiras Museum), Атина, Грчка;

- 2013. Музеј колекције ЕССЛ, Аустрија;
- 2016. Музеј града Београда;
- 2020. Уметничка галерија Надежда Петровић, Чачак;
- 2023. Град: место идентитета, изложба дела из колекције Музеја савремене уметности, Београд.

## Награде
- 2021. Издавачки подухват године за "Оруђе делања", Биљане Ђурђевић, издавачка кућа Бесна Кобила. 19. Међунардни сајам књига ТРГ КЊИГЕ, Херцег Нови,
- 2019. Бијенале акварела, Савремена галерија Зрењанин;
- 2017. XXI Пролећно анале, Дом културе Чачак;
- 2013. Политикина награда Владислав Рибникар за најбољу изложбу у 2012.